# 浮月楼

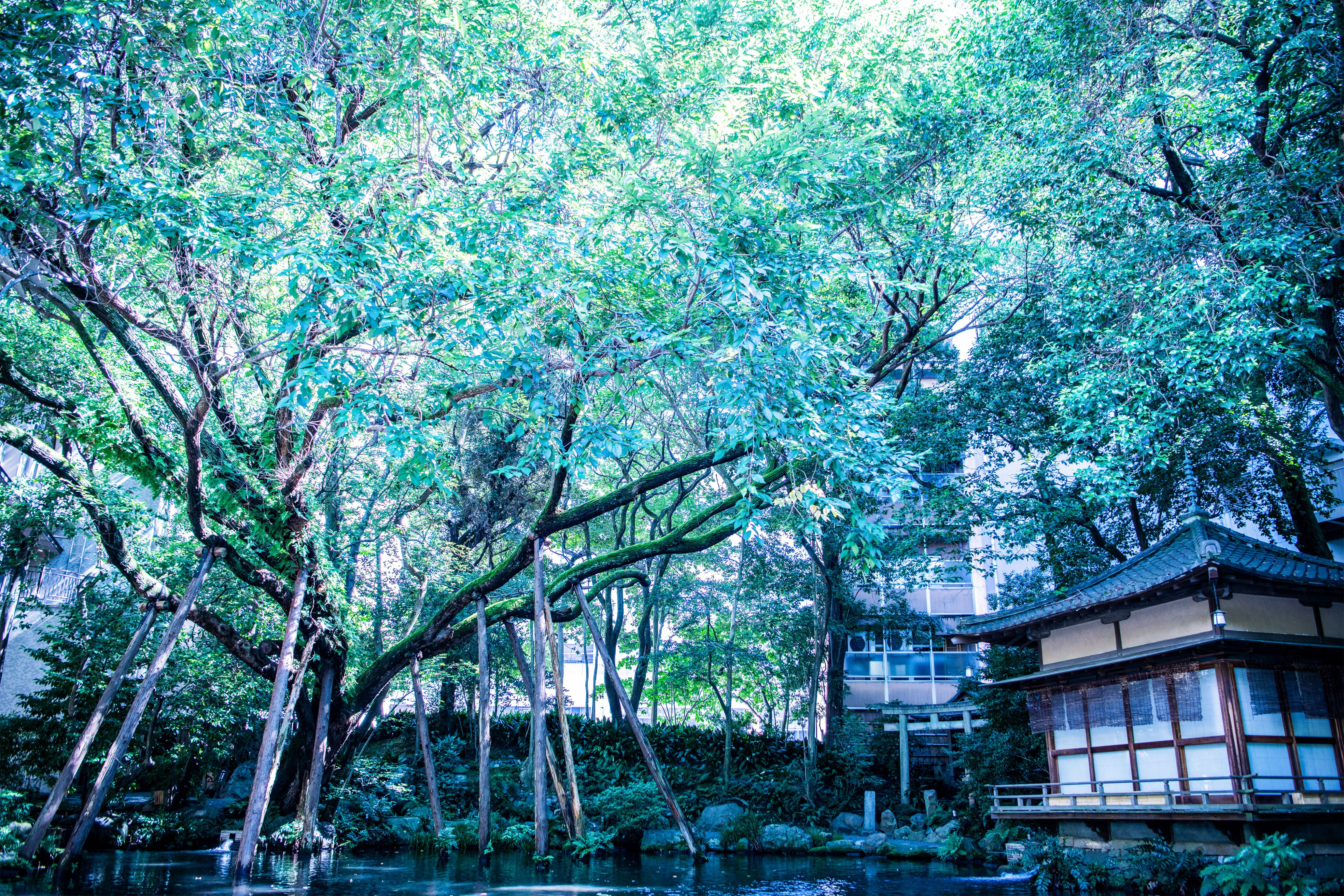
浮月楼 庭園内の春楡の木・子福稲荷神社・茶室の眺め。

浮月楼（ふげつろう）は、静岡県静岡市葵区紺屋町11-1にある料亭・日本庭園。江戸幕府第15代将軍・徳川慶喜が大政奉還の後、1869年（明治2年）から1888年（明治21年）まで居住していた屋敷跡としても知られる。一部の建築物は2025年（令和7年）夏に国の登録有形文化財に登録される見通しであり、庭園は国の登録記念物への登録が答申されている（官報告示を経て正式指定となる）。

## 概要
もともとの敷地は、4500坪以上あり、区画整理で周辺を削られているが、現在でもおおむね2000坪を超える。
1891年（明治24年）に料亭・浮月亭として開業した。現在は、名を浮月楼とし、料亭・結婚式場・催事場として主に利用されている。
静岡での各種行事の場として利用され、2017年4月には、日本-スペイン外交関係樹立150年記念として、フェリペ6世国王・レティシア王妃、天皇・皇后の静岡への小旅行時、昼食会場としても利用された。

## 歴史
徳川慶喜は大政奉還後、旧幕臣の渋沢栄一が用意した代官屋敷を元に、京都から呼び寄せた6代目小川治兵衛に庭園を造らせたとされ、1869年から約20年間を同所で過ごした。
慶喜は、1888年の東海道線開通時に都会の喧騒を嫌い、静岡の西草深の邸宅（後の葵ホテル・旧エンバーソン邸・静岡教会）へと転居した。その後、この屋敷跡は、1891年に料亭・浮月亭として開業した。以後、伊藤博文、西園寺公望、井上馨、田中光顕、黒田清輝、岸信介、池田勇人、菊池寛、直木三十五、芥川龍之介、ヴァインガルトナーといった多くの著名人が、来静時の逗留地としていた。
池泉回遊式の庭園には、徳川慶喜お手植えの台湾竹や秋月種樹の漢詩と中邨秋香の由来文が配された石碑、小松宮彰仁親王から贈られたとされる菊花紋灯籠、貞明皇后が植えたとされる半夏生の花等、歴史を振り返ることができるものが配されている。
庭園内・南の高台から池を見下ろす位置には子福稲荷神社があり、傍らの石碑には享保18年の文字が見え、江戸時代に代官屋敷であった頃は、縁日に庭を開放し、一般市民も参拝したと言われている。また慶喜は、この地に移り住んだ際、この稲荷に水戸光圀を合わせて祀ったとされる。
浮月亭として開業した後、建築家・吉田五十八も浮月亭の建築物に携わっており、当時（庭園はこの時、西川浩や荒木芳邦によって改修された）の建物は静岡大火・戦災で焼失済みだが、庭園内の北に位置する「明輝館」はその際の設計方針を生かして1950年（昭和25年）に建て直された。

## 将棋・囲碁の対局地として
明輝館は、2010年代以降、将棋名人戦の挑戦者を決める重要な対局であるA級順位戦最終一斉対局の会場として利用されるようになった。
2014年（平成26年）3月7日、第72期の同対局を、静岡市役所等が「徳川家康公顕彰四百年記念事業」として誘致したことに始まり、主催の日本将棋連盟はこれを機に「名人戦第0局」というサブタイトルを導入した。対局は明輝館の5部屋を供して行われた。

3年後の2018年（平成30年）3月2日の第76期において再び当地で開催され、史上最多6名参加のプレーオフを決める歴史的な場となった。
以降2025年まで8年連続で開催され、事実上恒例化しつつある。
また将棋第81期名人戦第2局（渡辺明名人vs藤井聡太竜王）も同様に開催された。
囲碁でも第70期本因坊戦第1局（井山裕太本因坊vs山下敬吾九段）が行われた他、2023年の第78期第1局（本因坊文裕vs一力遼棋聖）も開催。

## 現在の様子

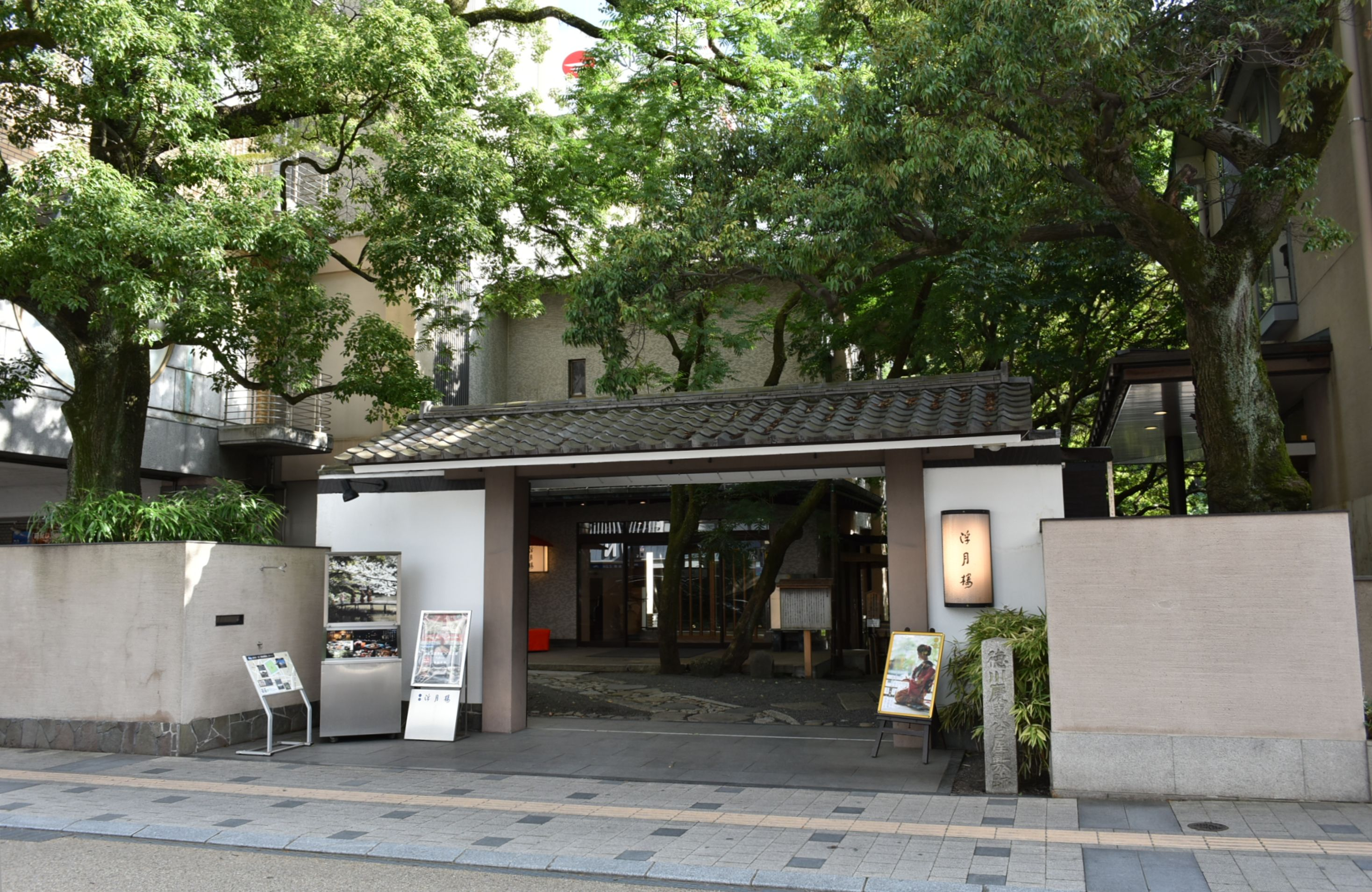
静岡市葵区にある徳川慶喜公屋敷跡（2018年7月10日撮影）
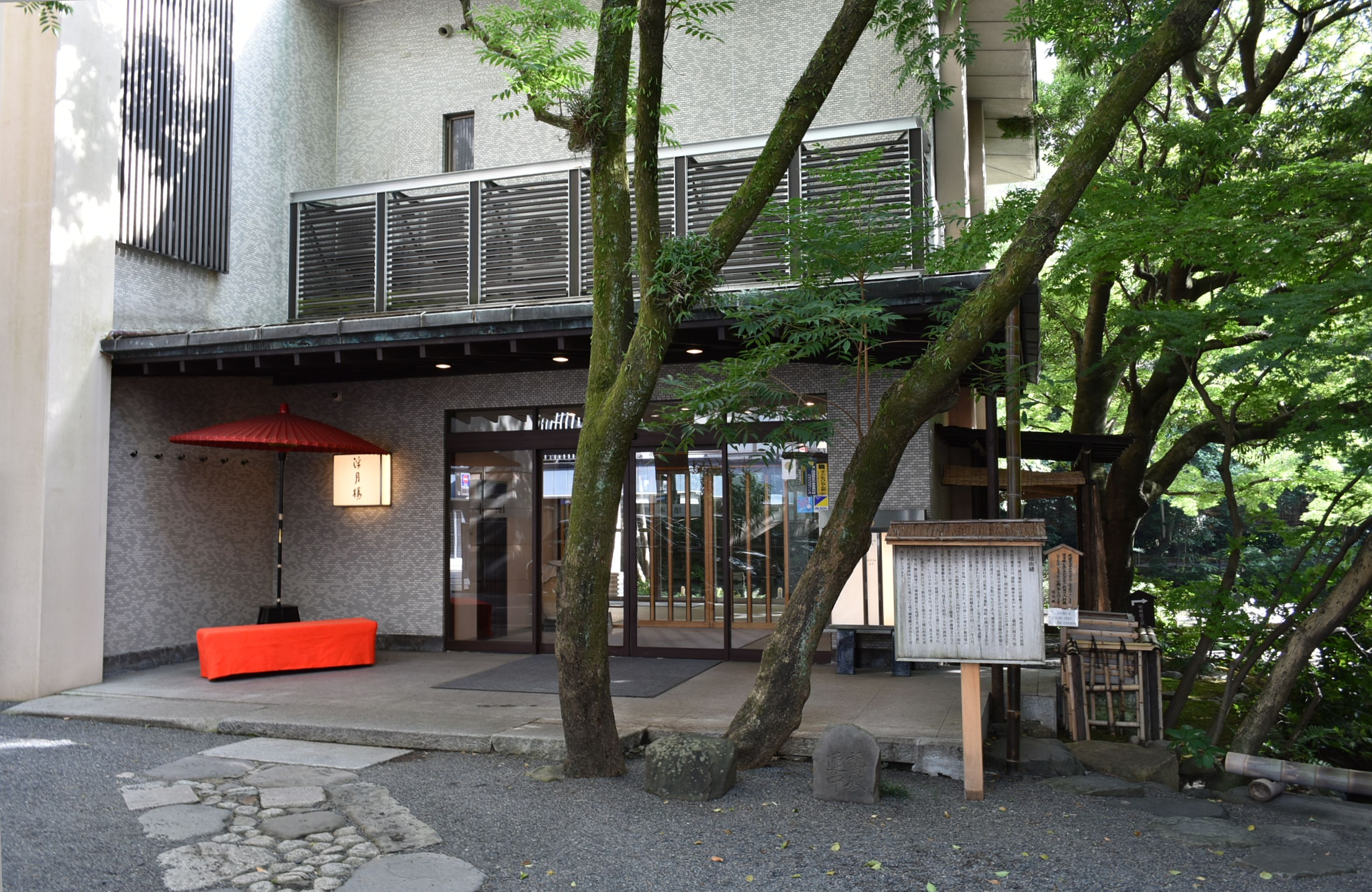
浮月楼本館（2018年7月10日撮影）
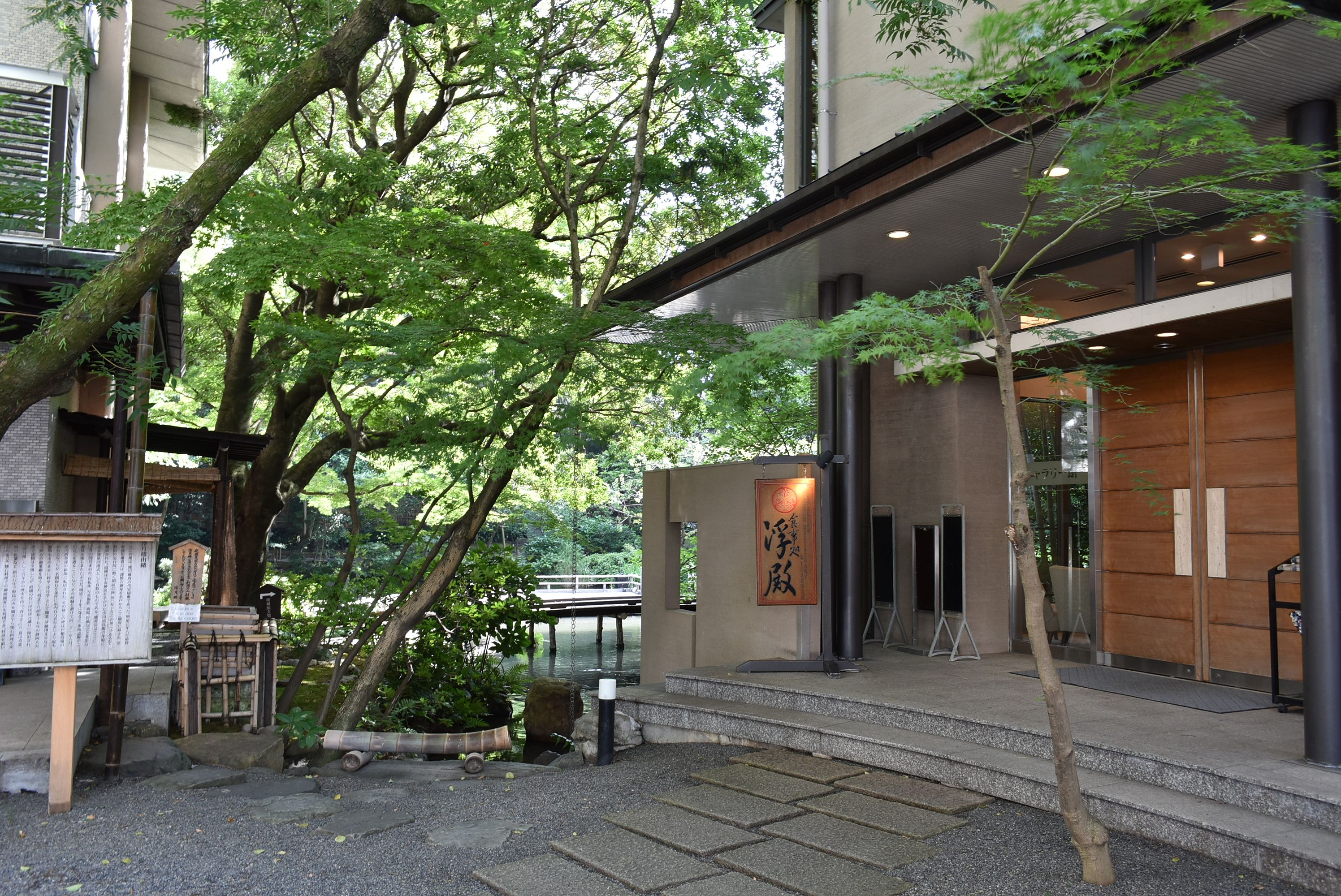
浮殿（2018年7月10日撮影）
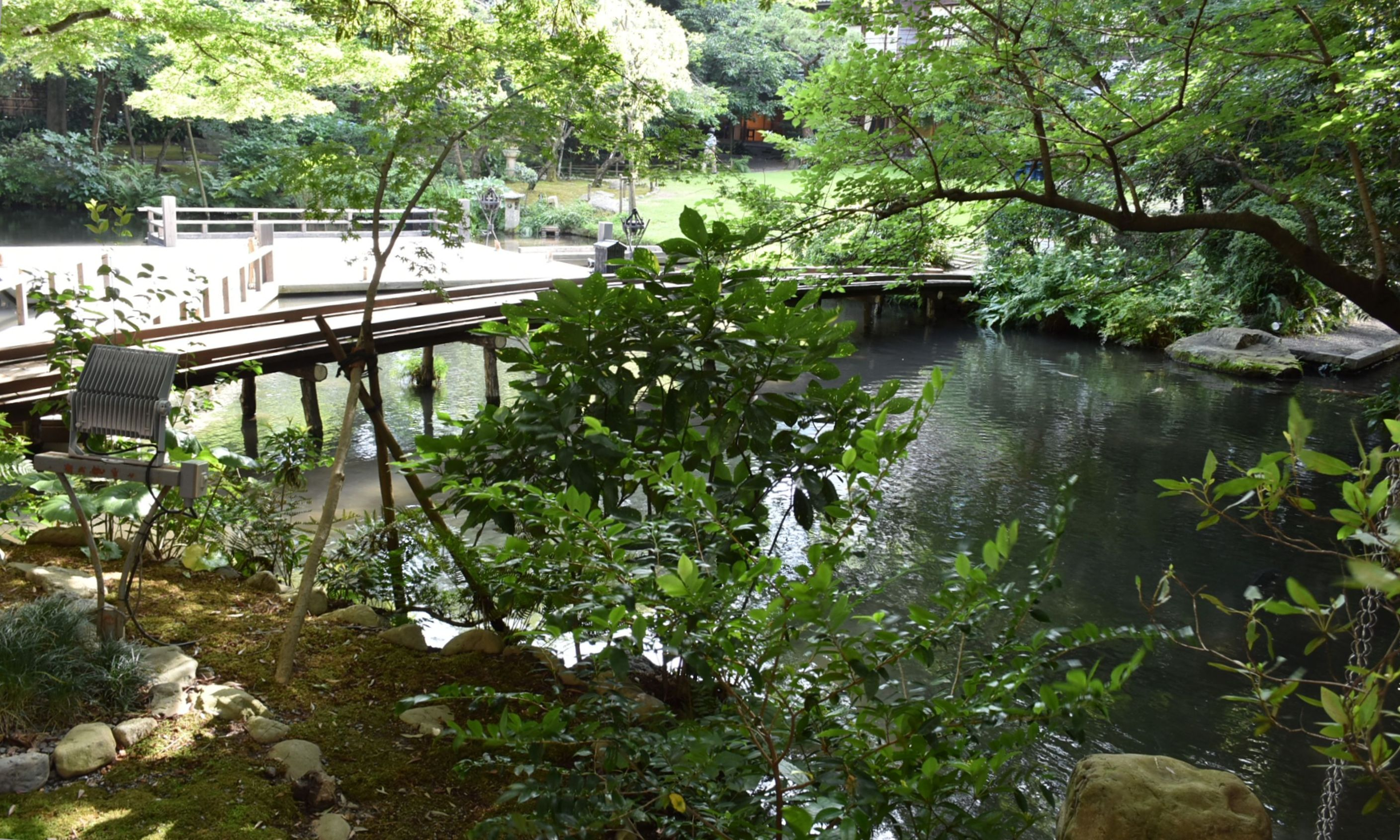
庭園（2018年7月10日撮影）

## JAZZ CLUB & PARTY SPACE LIFETIME
2008年に同敷地内の「浮月ビル」一角にライブハウス"JAZZ CLUB & PARTY SPACE LIFETIME"がオープンし（元々別の場所で営業していた店が移転した形）、ジャズのコンサートも開催されていた。SBSラジオ『インビテーション・トゥ・ジャズ』では、同所で収録したコンサートの模様がしばしば放送されていた。
新型コロナウイルス感染症の流行の影響で、海外のミュージシャンを招聘することが困難になった影響などもあり、2021年5月末で閉店。しかし常連客などからの支援や、クラウドファンディングで予想以上の資金が集まったことなどを受け、同年7月に再開店した。なお再開店後は、昼間はコワーキングスペース・夜はジャズクラブという二毛作営業の形をとっている。
株式会社浮月会長の久保田隆がオーナーを務め、ピアニストとしても活動している。

## 登録有形文化財の登録
明輝館は、2025年（令和7年）3月21日に開かれた国の文化審議会の答申で登録有形文化財建造物に登録する方針が示され、同年夏に正式登録される見通しである。

## 交通
- JR静岡駅北口から徒歩5分程